# Glitrefonna
Der Glitrefonna (norwegisch für Glittergletscher) ist ein Gletscher im ostantarktischen Königin-Maud-Land. Im Gebirge Sør Rondane liegt er an der Nordseite des Bergs Bergersenfjella.
Norwegische Kartografen, die ihn auch deskriptiv benannten, kartierten ihn 1957 anhand von Luftaufnahmen, die bei der US-amerikanischen Operation Highjump (1946–1947) entstanden waren.